# Klapperschlangen
Die Klapperschlangen (Crotalus) sind eine Gattung innerhalb der Grubenottern (Crotalinae). Es handelt sich um meist mittelgroße Giftschlangen. Die größten Arten, die Diamant-Klapperschlange (Crotalus adamanteus) und die Texas-Klapperschlange (Crotalus atrox), können Maximallängen von über zwei Metern erreichen. Das kennzeichnende Merkmal aller Arten ist die Schwanzrassel, eine aus Hornringen bestehende Struktur am Schwanzende, mit der rasselnde Geräusche als Warnlaut produziert werden können. Diese fehlt nur Jungtieren sowie der ausschließlich auf der Insel Santa Catalina im Golf von Kalifornien heimischen Santa-Catalina-Klapperschlange (Crotalus catalinensis). Die Gattung umfasst 55 Arten. Das Vorkommen von Klapperschlangen ist auf Amerika beschränkt.

## Merkmale

### Äußere Merkmale

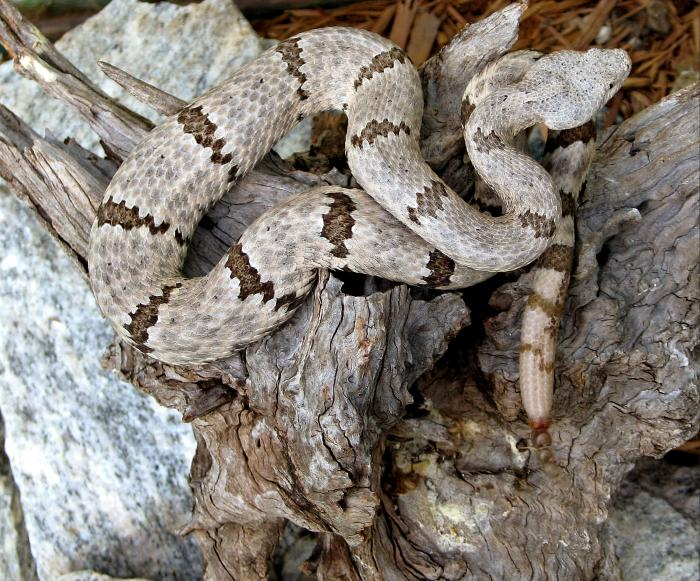
Felsen-Klapperschlange (C. lepidus)

Diese Schlangen haben meist einen gedrungenen Körper mit einer durchschnittlichen Länge von 0,50 bis einem Meter. Die längste Art ist die Diamant-Klapperschlange (C. adamanteus) mit einer Durchschnittslänge von etwa 1,20 bis 1,40 Metern und einer Maximallänge von bis zu 2,40 Metern. Auch die Texas-Klapperschlange (C. atrox) und die Schauerklapperschlange (C. durissus) können Längen von über zwei Metern erreichen, sind aber im Regelfall ebenfalls deutlich kleiner. Das Gewicht kann bei sehr großen Exemplaren zwei bis fünf Kilogramm erreichen und ist damit unter den Giftschlangen nur mit dem der afrikanischen Gabunviper (Bitis gabonica) und des südamerikanischen Buschmeisters (Lachesis muta) vergleichbar. Eine Reihe von montanen Arten erreicht dagegen nur Längen von unter 0,50 Metern; diese sind damit ähnlich klein wie die drei Arten der Zwergklapperschlangen (Gattung Sistrurus). Bei den meisten Arten werden die Männchen länger als die Weibchen; eine Ausnahme stellt dabei die Seitenwinder-Klapperschlange (C. cerastes) dar, bei der die Weibchen das längere Geschlecht sind. Dagegen werden die Weibchen bei allen Arten deutlich dicker, und im Regelfall sind weibliche Tiere etwa 20 Prozent schwerer als männliche Tiere der gleichen Länge.
Stark gekielte Rücken- und Flankenschuppen umgeben die Körpermitte artspezifisch in 21–29 Reihen. Die Grundfärbung ist bei allen Klapperschlangen dem Lebensraum angepasst und reicht art- und populationsabhängig von gelblich über grünlich, rötlich bis braun und schwarz. Eine Reihe dunklerer, ovaler oder rhombenförmiger Flecken zieht sich häufig über den Rücken und an den Seiten entlang. Sehr häufig sind rautenförmige Flecken mit einer deutlichen Umrandung aus hellen Schuppenreihen, die als „Diamanten“ bezeichnet werden und für einige Arten namensgebend sind. Daneben gibt es einfach gefleckte und auch ungezeichnete Farbvarianten, besonders im Bereich des Nackens oder des Hinterendes können Musterungen auch zu Bändern werden. Die Bauchseite besteht wie bei den meisten Schlangen aus einer Reihe von ungekielten Bauchschuppen (Ventralia) und ist meist einfarbig, durchsetzt mit einer hellen und dunklen Sprenkelung. Einen Sexualdimorphismus gibt es nur bei der Felsen-Klapperschlange (Crotalus lepidus) und einer Unterart der Mexikanischen Plateau-Klapperschlange (Crotalus triseriatus armstrongi), bei allen anderen Arten sind Männchen und Weibchen anhand der Färbung nicht zu unterscheiden. Albinos und melanistische Tiere wurden bei einer Reihe von Arten beschrieben, vor allem erstere sind in freier Wildbahn allerdings durch ihre fehlende Tarnung benachteiligt und dürften nur selten über längere Zeiträume überleben. Vor allem in nördlicheren Populationen haben melanistische Individuen den Vorteil, dass die dunkle Färbung zu einer schnelleren Aufheizung des Körpers führt; generell sind nördlichere Populationen einiger Arten deutlich dunkler als südliche Populationen der gleichen Arten.

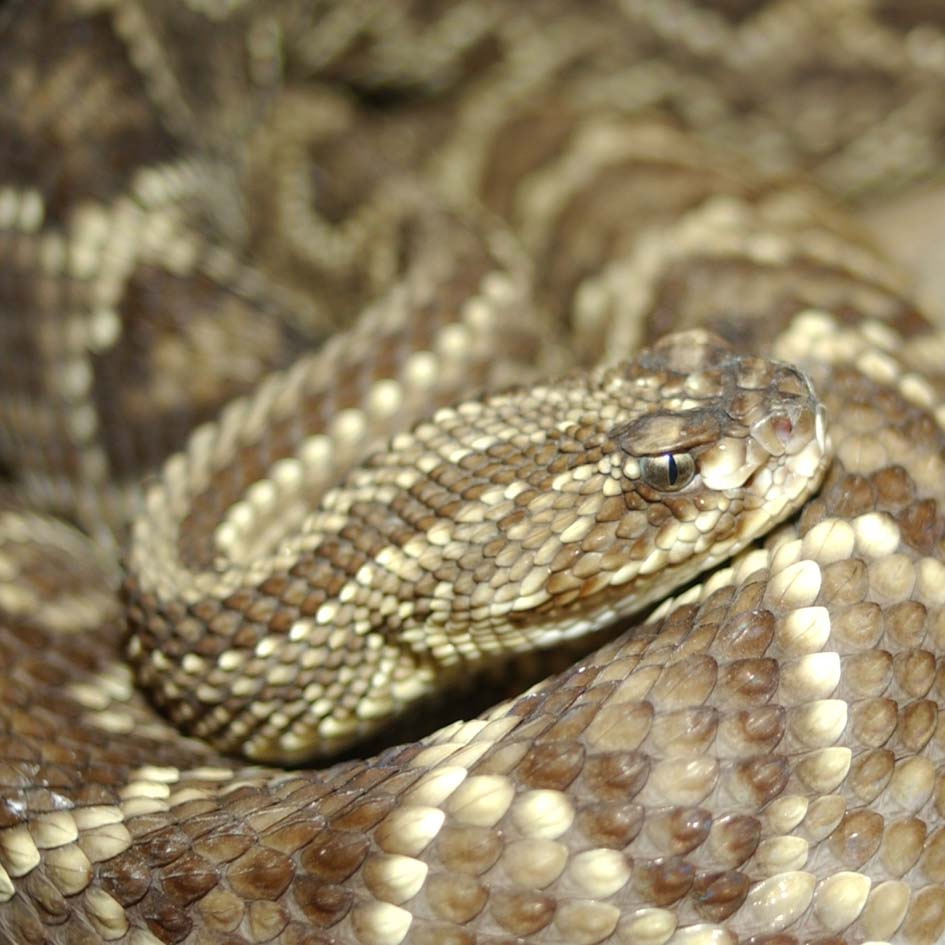
Schauer-Klapperschlange (C. durissus)

Der eher flache Kopf mit den senkrecht geschlitzten Pupillen setzt sich deutlich vom schlanken Hals ab. Er ist meistens dreieckig bis schaufelförmig und hat seine breiteste Stelle hinter den Augen. An dieser Stelle liegen die sehr groß ausgebildeten Giftdrüsen der Tiere. Die Schnauze ist meistens mehr oder weniger abgerundet. Im Verhältnis zum Körper ist der Kopf besonders bei kleinen Arten und Jungschlangen verhältnismäßig groß. Die Gefleckte Klapperschlange (C. mitchellii) und die Tigerklapperschlange (C. tigris) haben im Vergleich zu allen anderen Arten einen sehr flachen Kopf. Der Kopf ist mit Ausnahme der großen Supraocularia (Überaugenschilde) mit kleinen Schuppen bedeckt, und nur im Bereich der vorderen Schnauze besitzen Klapperschlangen weitere Schilde wie das unpaare Rostrale direkt über der Mundöffnung sowie die beiden Nasalia, die die Nasenöffnungen überdecken. Darin lassen sie sich von den Zwergklapperschlangen unterscheiden, die auf der Kopfoberseite neun große Kopfschilde haben. Die Schuppen und Schilde sind bei allen Klapperschlangen weitestgehend gleichförmig, nur bei der Seitenwinder-Klapperschlange bilden die Supraocularia hornähnliche Auswüchse oberhalb der Augen aus. Der Kopf ist meist einförmig dunkel oder hell gefärbt, wobei sich ein deutlich abgesetztes Schläfenband bei fast allen Arten über die Augen zum Mundwinkel zieht. Dieses stellt meistens einen Kontrast zu der Kopfgrundfarbe dar und dient der Tarnung der Augen.
Der Schwanz ist bei fast allen Klapperschlangen im Vergleich zu anderen Schlangen sehr kurz. Da Klapperschlangen bodenlebend sind, brauchen sie keinen Schwanz, der beim Klettern eingesetzt werden kann. Außerdem kann ein kurzer Schwanz einfacher zum Vibrieren gebracht werden, um die Schwanzrassel einzusetzen. Eine Ausnahme bildet die Langschwanz-Klapperschlange (Crotalus stejnegeri), die nur eine kurze Schwanzrassel ausbildet und die nur die Schwanzspitze selbst vibrieren lässt. Der Schwanz ist vor der Schwanzrassel häufig schwarz und weiß gebändert; einige Arten wie etwa die Schwarzschwanz-Klapperschlange (Crotalus molossus) haben einen dunklen bis schwarzen Schwanz. Das Schwanzende wird bei den Klapperschlangen durch die Schwanzrassel gebildet, eine Struktur aus mehreren lose ineinander verschachtelten Hornschuppen. Es handelt sich dabei um die ehemaligen Schuppen der Schwanzspitze, die als einzige bei der Häutung nicht abgeworfen werden; entsprechend wird die Rassel bei jeder Häutung verlängert. In freier Wildbahn brechen die Endglieder der Rassel gelegentlich ab, sodass die Anzahl der Endglieder nur bei jungen Schlangen der bisherigen Anzahl der Häutungen entspricht. Eine Ausnahme stellt die Santa-Catalina-Klapperschlange (C. catalinensis) dar, die keine Schwanzrassel bildet.

### Sinnesorgane
Die Sinnesorgane der Klapperschlangen konzentrieren sich wie bei allen Schlangen auf den Kopf. Dabei spielen vor allem die Augen, das Jacobsonsche Organ sowie die Grubenorgane eine wichtige Rolle.

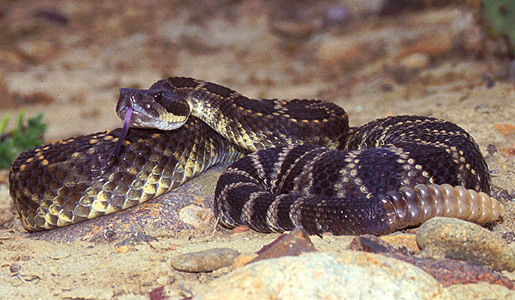
Pazifik-Klapperschlange (C. oreganus helleri)

Die Augen sind speziell an die Nachtsicht angepasst, wodurch die senkrechte Pupille tagsüber nur schlitzförmig erweitert ist. Die Iris entspricht in ihrer Färbung meistens der Farbe des Farbstreifens, der über das Auge führt, und ist entsprechend bei den meisten Arten dunkelbraun bis schwarz, kann allerdings auch sehr hell bis rosafarben sein. Das Jacobsonsche Organ entspricht dem anderer Schuppenkriechtiere. Es liegt im Oberkiefer und analysiert die Moleküle, die durch die beiden Zungenspitzen an sie herangeführt werden. Im Sinnesorgan enden Nervenringe, die über den Riechnerv mit dem Gehirn verbunden sind.
Eine Besonderheit der Grubenottern ist das beidseitig des Kopfes zwischen den Nasenlöchern und den Augen gelegene Grubenorgan, mit dessen Hilfe Wärmestrahlung wahrgenommen wird. Ein konvergentes, also unabhängig erworbenes, Organ haben die Riesenschlangen entwickelt. Mit Hilfe der Grubenorgane können Klapperschlangen Temperaturdifferenzen von 0,2 bis 0,4 °C ausmachen und auf diese Weise die meist warmblütigen Beutetiere sehr gut erkennen. Auch Eidechsen können erkannt werden, da diese meist etwas wärmer als die Umgebung sind.

### Giftapparat
Der Giftapparat der Klapperschlangen besteht aus den relativ langen Giftzähnen im Oberkiefer und den Giftdrüsen, die im Kopf hinter den Augen lokalisiert sind. Zwischen den Zähnen und den Drüsen verläuft ein Kanal. Die Giftzähne sitzen wie bei allen Vipern am Vorderende des Oberkiefers und werden im Ruhezustand nach hinten in den Mundraum eingeklappt. Sie liegen in einer fleischigen Scheide, die sich beim Ausklappen zurückzieht und die eigentlichen Zähne freigibt. Die Zähne sitzen am Vorderende des stark verkürzten Oberkieferknochens und werden beim Öffnen des Mauls ausgeklappt. Sie enthalten einen Giftkanal mit einer Austrittsöffnung nahe der Zahnspitze (Röhrenzahn, solenoglypher Zahn). Die Giftdrüsen sind von Muskulatur umgeben, die beim Biss das Gift aus den Drüsen quetschen. Trockenbisse, also Bisse ohne Giftabgabe, sind bei Klapperschlangen eher selten. Die Giftzähne können ersetzt werden; zu diesem Zweck wächst ein neuer Zahn direkt neben dem bestehenden und übernimmt danach dessen Rolle. Daher können Klapperschlangen zeitweise vier funktionstüchtige Giftzähne haben.

## Verbreitung und Lebensraum

### Verbreitungsgebiet

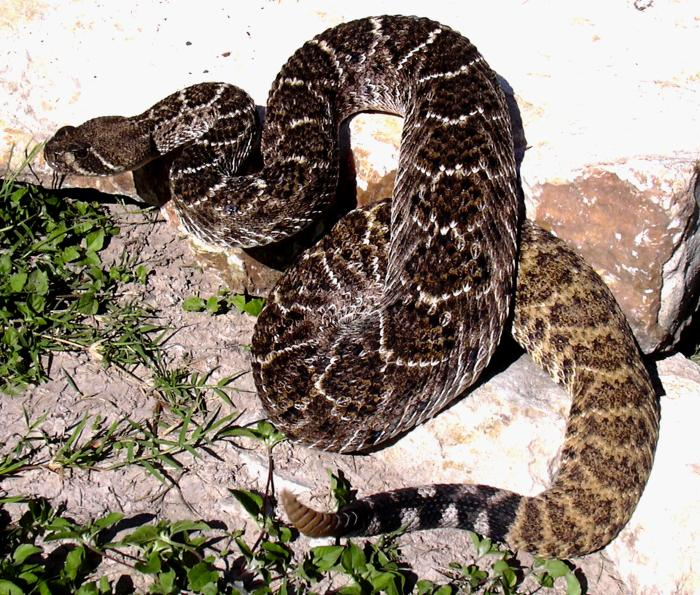
Texas-Klapperschlange (C. atrox) im natürlichen Habitat

Klapperschlangen sind in ganz Amerika von Kanada bis Argentinien verbreitet, wobei allerdings in vielen Gebieten nur wenige Arten zu finden sind. Die meisten Arten sind in Mexiko anzutreffen, hier leben 24 von den bekannten 29 Arten, und zwölf Arten findet man ausschließlich in diesem Land. Nur zwei Arten sind in ihrem Verbreitungsgebiet ausschließlich auf die USA begrenzt, wobei man in allen Bundesstaaten mit Ausnahme von Alaska und Hawaii auf Klapperschlangen treffen kann. Die größte Artenvielfalt findet sich hier in Arizona mit elf Arten, in Texas leben acht, in New Mexico sieben und in Kalifornien sechs verschiedene Arten. Bis in den Süden Kanadas zieht sich nur das Verbreitungsgebiet der Westlichen Klapperschlange (C. viridis), außerdem trifft man hier auf die zu den Zwergklapperschlangen zählende Massassauga (Sistrurus catenatus).
Das größte Verbreitungsgebiet hat die Schauer-Klapperschlange (C. durissus), die in 14 Unterarten vom 24. Breitengrad nördlicher Breite in Mexiko bis zum 35. Breitengrad südlicher Breite in Zentral-Argentinien anzutreffen ist, wobei sie allerdings sehr feuchte Gebiete wie den tropischen Regenwald sowie extreme Höhen in den Anden meidet und somit in Chile, Ecuador und Panama nicht vorhanden ist. Als anderes Extrem gelten Arten, die als endemische Arten nur auf einzelnen Inseln zu finden sind. Dazu zählen etwa die rassellose Santa-Catalina-Klapperschlange (C. catalinensis) auf der Insel Santa Catalina oder die Tortuga-Klapperschlange (Crotalus tortugensis) auf der Insel Tortuga. Als seltenste Art gilt Crotalus lannomi, von der bislang weniger als zehn Exemplare aus Jalisco, West-Mexiko, bekannt sind, deren erstes 1966 beschrieben wurde.

### Lebensraum

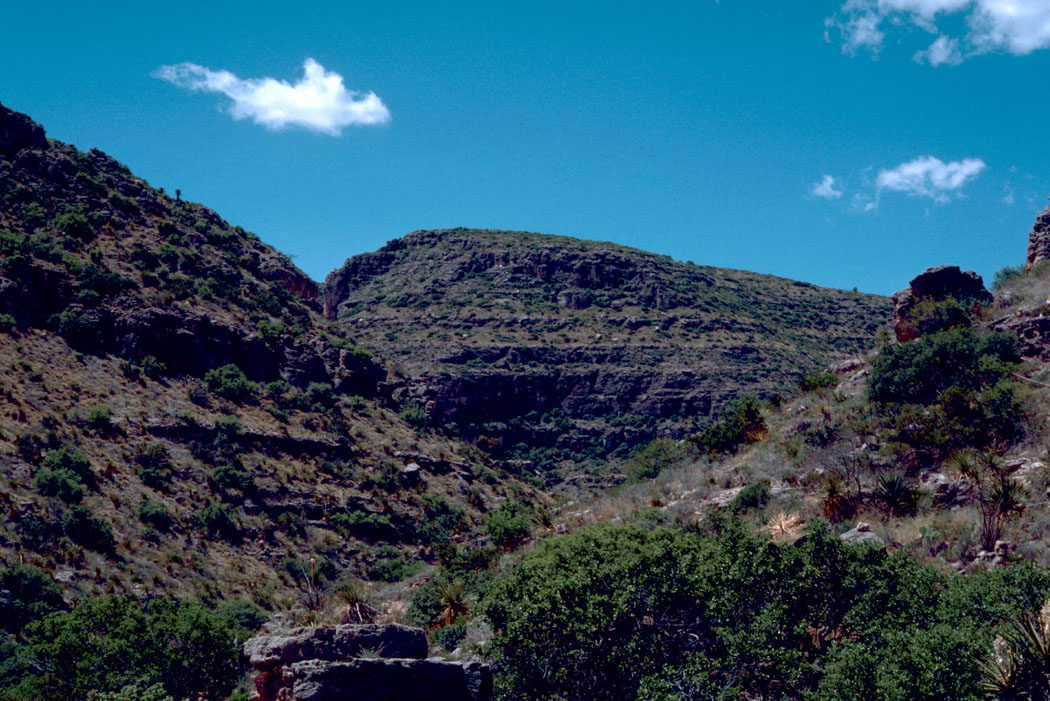
Rattlesnake Canyon, Carlsbad-Caverns-Nationalpark in New Mexico

Die Lebensräume, in denen Klapperschlangen zu finden sind, sind trotz des großen Verbreitungsgebietes und der Artenvielfalt sehr einförmig. Alle Arten sind landlebende Bodenbewohner; man findet sie nur selten in Bäumen oder Büschen oder in Gewässern, obwohl einige Arten recht gut klettern und andere gut schwimmen können. Bis auf wenige Ausnahmen leben Klapperschlangen in trockenen und warmen Gebieten, sehr häufig in Wüsten oder Steppengebieten. Auch Arten, deren Verbreitungsgebiet Sümpfe und andere feuchtere Gebiete einschließt, etwa die Diamant-Klapperschlange, bevorzugen trockene Mikrohabitate.

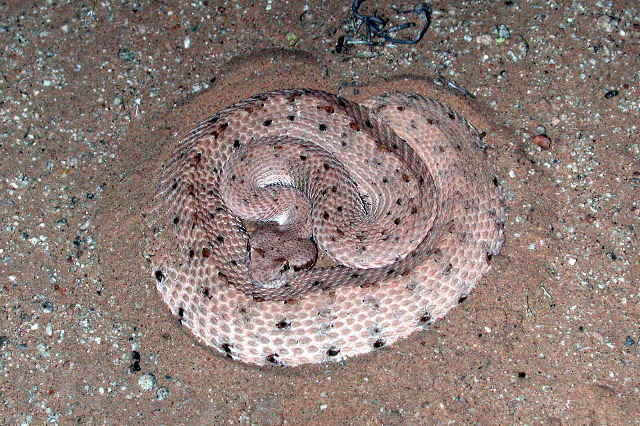
Seitenwinder-Klapperschlange (C. cerastes)

Spezialisiert auf reine Wüstengebiete mit lockerem Sand ist vor allem die Seitenwinder-Klapperschlange, viele weitere Arten leben generell in Wüsten- und Halbwüstengebieten. Daneben gibt es auch Arten, die ausschließlich in felsigen Regionen der Trockengebiete zu finden sind wie etwa die Gefleckte Klapperschlange, die Rote Diamant-Klapperschlange (Crotalus ruber) oder die Tigerklapperschlange. Besonders in Mexiko leben sehr viele Arten, die als montane Arten nur sehr begrenzt in Trockengebieten oder trockenen Waldgebieten der Hochgebirge zu finden sind. Die höchsten Vorkommen aller Klapperschlangen sind für die Mexikanische Plateau-Klapperschlange (Crotalus triseriatus) nachgewiesen, die in maximal 4572 Metern Höhe und damit höher als jede andere amerikanische Schlangenart gefunden wurde. In den USA hat den Höhenrekord wahrscheinlich die Westliche Klapperschlange inne, die in Höhen zwischen 3300 und 3500 Metern in der Sierra Nevada oder den kalifornischen Rocky Mountains gefunden wurde. Die gleiche Art lebt gemeinsam mit der Seitenwinder-Klapperschlange auch unterhalb des Meeresspiegelniveaus rund um den Großen Salzsee und weist damit die größte Höhenvarianz aller Arten auf.

## Lebensweise

### Aktivität

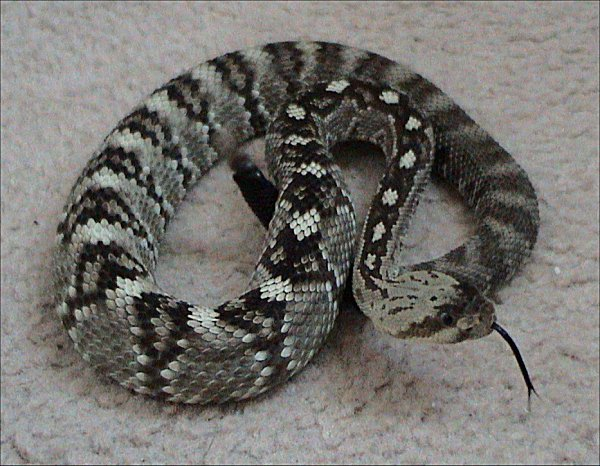
Schwarzschwanz-Klapperschlange (C. mollossus)

Die Aktivität der Klapperschlangen ist, wie bei allen wechselwarmen Wirbeltieren, sehr stark abhängig von den Temperaturen. Entsprechend ändern sich die Aktivitätszeiten vor allem in Gebieten mit ausgeprägten Jahreszeiten. Arten, die in diesen Gebieten leben, vor allem die Westliche Klapperschlange, sind entsprechend während der wärmsten Jahreszeiten vor allem nacht- und dämmerungsaktiv. Im Herbst und Frühjahr verschiebt sich diese Aktivität in die frühen Morgenstunden oder sogar in die Tagesstunden, in denen die Sonnenstrahlung zur Erwärmung benötigt wird. Während des Winters halten sie dagegen eine Winterruhe und ziehen sich in ein geeignetes Versteck zurück.
Hochgebirgsarten sind häufig vollständig tagaktiv, da die Nachttemperaturen zu niedrig sind. Arten der heißen Wüstengebiete sind vor allem im Sommer fast vollständig nachtaktiv. Mit Ausnahme weniger Arten halten allerdings auch die Wüstenbewohner eine Winterruhe, da die Temperaturen im Winter im Regelfall zu niedrig sind. Diese Ruhezeiten können regional von wenigen Tagen bis zu mehreren Monaten andauern. Für diese Ruheperioden suchen Klapperschlangen geeignete Verstecke auf, in denen sich bei hohen Dichten der Schlangenpopulation große Individuenzahlen einfinden können. Die größten Aggregationen bilden dabei die Westlichen Klapperschlangen der nördlicheren Gebiete, die in Extremfällen bis zu 1.000 Individuen ausmachen können. Rote Diamant-Klapperschlangen, Texas-Klapperschlangen oder Gefleckte Klapperschlangen finden sich ebenfalls zu größeren Anzahlen zusammen; diese überschreiten jedoch selten 50 Individuen. Die größten bekannten Ansammlungen der Wald-Klapperschlange, die mit fast sieben Monaten die längsten Ruheperioden einlegt, belief sich auf etwa 200 Einzeltiere.
Im Frühjahr ist bei allen Arten eine erhöhte Gesamtaktivität feststellbar, da in dieser Zeit die Paarungszeit liegt und vor allem die Männchen nach potenziellen Geschlechtspartnerinnen suchen.

### Ernährung
Klapperschlangen ernähren sich vor allem von Kleinsäugern wie verschiedenen Mäusen, Präriehunden, Streifenhörnchen oder Ratten und Kaninchen. Diese Tiere werden mit den wärmesensitiven Grubenorganen durch ihren im Vergleich zur Umwelt sehr warmen Körper sehr gut erkannt. Säugetiere machen insgesamt etwa 85 Prozent der Nahrung bei Klapperschlangen aus. Dabei konnte festgestellt werden, dass die Mortalität dieser Beutetiere durch Klapperschlangen sehr hoch ist: In Idaho werden durch Klapperschlangen der Prärie etwa 14 Prozent der Hörnchen- und 11 Prozent der Baumwollschwanz-Kaninchen pro Jahr erbeutet. Etwa 10 Prozent der Beute machen Vögel aus, vor allem die Nestlinge bodenbrütender Arten. Einige Klapperschlangenarten klettern jedoch auch in Büsche oder niedrige Bäume und jagen dort nach Nestlingen oder ruhenden Vögeln. Die restlichen 5 Prozent der Nahrung stellen Eidechsen, Amphibien oder andere Schlangen dar. Vor allem bei Jungschlangen sowie einigen kleineren Arten sind Eidechsen allerdings die Hauptnahrungsquelle.
Ihre Beute jagen Klapperschlangen vor allem als Lauerjäger. Dabei warten sie an geeigneten Stellen so lange, bis ein Beutetier mit der richtigen Größe vorbeikommt. Bevorzugt werden dabei wahrscheinlich Lauerplätze, die dem Geruch nach regelmäßig von Nagetieren besucht werden. Die Beute wird durch die Sinnesorgane des Kopfes wahrgenommen und lokalisiert. Beim Angriff stößt die Schlange den Vorderkörper nach vorn und öffnet dabei das Maul, wobei die Giftzähne ausgeklappt und dann in die Beute geschlagen werden. Danach zieht sie den Kopf zurück und faltet die Zähne wieder ein, während das Gift wirkt. Mit Hilfe des Geruchs- und Wärmesinnes verfolgt die Schlange die Beute und greift sie beim Kopf, um sie zu verschlucken. Ein mittelgroßes Beutetier reicht im Regelfall für ein paar Tage als Nahrung aus.

### Fortbewegung
Die Fortbewegung erfolgt bei Klapperschlangen wie bei anderen Schlangen vor allem durch Schlängeln, wobei sich die Tiere mit Teilen ihres Körpers von Unebenheiten des Untergrundes seitlich abstoßen, oder durch Kriechen auf den Bauchschuppen, wobei immer erst der Vorderkörper vorgeschoben und dann der Hinterkörper nachgezogen wird. Eine spezielle Art der Fortbewegung, die einzigartig unter den Schlangen ist, hat die Seitenwinder-Klapperschlange realisiert. Sie bewegt sich seitwärts in einem 45°-Winkel über den Sand, indem sie sich immer an zwei Punkten mit dem gesamten Körper abrollt. Dabei wird der Kopf aufgesetzt und abgerollt, ihm folgt der gesamte Körper nach, während der Kopf bereits an einer neuen Stelle aufsetzt. Bei dieser Fortbewegungsart entstehen arttypische, J-förmige Spuren im Sand.

### Fortpflanzung und Entwicklung
Alle Klapperschlangen sind lebendgebärend (ovovivipar); Unterschiede bestehen bei den Arten vor allem in der Größe des Wurfes und der Paarungs- und Geburtszeiten. Die Paarungszeit fällt vor allem bei den Tieflandarten in das Frühjahr, und bei vielen dieser Arten gibt es eine zweite Paarungszeit im Herbst. Die Jungschlangen kommen in dem Fall im Sommer zur Welt, die zweite Generation folgt nach der Überwinterung im Frühjahr. Hochlandarten paaren sich dagegen nur einmal im Sommer, und die Jungtiere werden im folgenden Jahr geboren. Bei vielen Arten sind die Weibchen allerdings nur alle zwei Jahre gebärfähig.

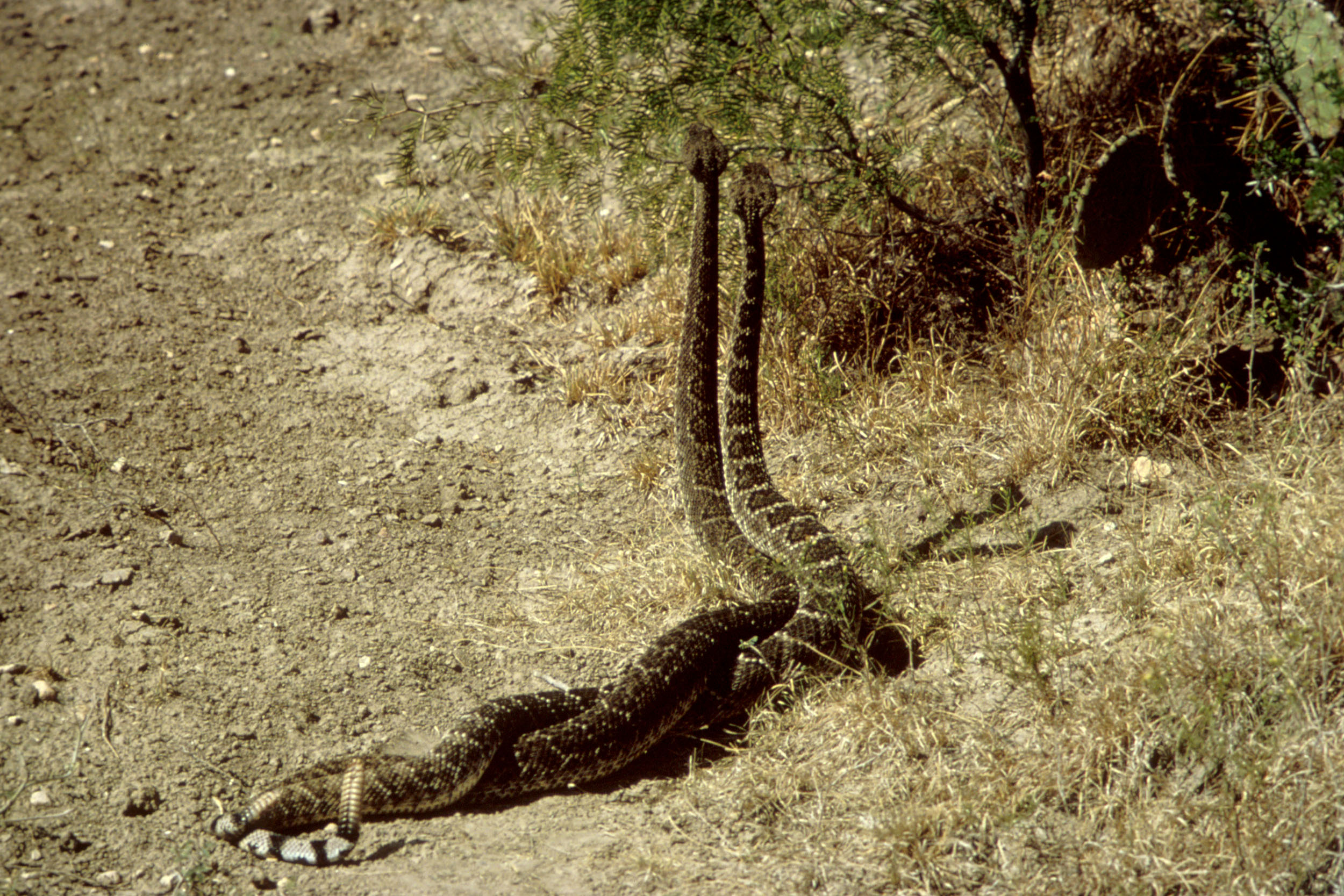
Rivalenkampf zweier Klapperschlangenmännchen

Sowohl die Männchen als auch die Weibchen verpaaren sich in der Paarungszeit mit möglichst vielen Partnern, und bei allen Arten mit Ausnahme der Seitenwinder-Klapperschlangen fechten die männlichen Tiere untereinander ritualisierte Konkurrenzkämpfe aus, um einzelne Weibchen zu begatten. Sie finden die Weibchen anhand deren Duftspur aus Pheromonen. Bei den Paarungskämpfen umschlingen sich die konkurrierenden Männchen mit dem Vorderkörper und versuchen den Gegner zu Boden zu drücken (Kommentkampf). Die Kämpfe können stundenlang andauern und werden auch durch Pausen unterbrochen, bis eines der Männchen aufgibt und flieht. Die Kämpfe gewinnen dabei vor allem kräftige und große Tiere. Die Paarung erfolgt wie bei anderen Schlangen dadurch, dass das Männchen seinen Hemipenis in die Kloake des Weibchens einführt und seine Spermien abgibt. Die Ovulation erfolgt erst nach der Begattung. Bei den Arten, die sich im Sommer oder Herbst verpaaren, kann zwischen den beiden Ereignissen eine relativ lange Zeit liegen, während der die Spermien im weiblichen Geschlechtstrakt in einer speziellen Kammer gelagert werden.
Nach der Ovulation kommt es zur Befruchtung der Eier, womit die Entwicklung der Jungschlangen beginnt. Die trächtigen Weibchen verbringen deutlich mehr Zeit damit, sich zu sonnen und damit den Körper aufzuwärmen und sammeln sich bei einigen Arten an besonders geeigneten Stellen. Bei der Geburt sind die Jungschlangen nur von einer dünnen Eihülle eingeschlossen, aus der sie nach wenigen Minuten ausbrechen und sich von der Geburtsstelle entfernen; Brutpflege ist bei Klapperschlangen unbekannt.
Wie bei allen anderen Schlangen kommt es auch bei den Klapperschlangen zu regelmäßigen Häutungen, um ein Wachstum zu ermöglichen. Die erste Häutung erfolgt im Alter von wenigen Tagen, danach häuten sich die Jungschlangen bis zu siebenmal im Jahr. Nach Erreichen des Erwachsenenalters nimmt die Anzahl der Häutungen auf durchschnittlich zwei bis drei pro Jahr ab, wobei die erste Häutung meistens im Frühjahr nach der Winterruhe stattfindet. Anders als alle anderen Schlangen werden bei Klapperschlangen (mit Ausnahme der Santa-Catalina-Klapperschlange) die Schuppen der Schwanzspitze nicht gehäutet und diese bilden die mit jeder Häutung länger werdende Schwanzrassel. Dabei kommt es in der Phase vor der Häutung erst zu einer Verdickung der Hornschicht der Schwanzschuppe, darunter bildet sich die neue Schuppe aus. Die ältere verhakt sich in der neuen Schuppe und kann deshalb nicht abgeworfen werden.
Männliche Klapperschlangen werden mit etwa vier Jahren geschlechtsreif, weibliche Tiere mit vier bis sechs Jahren. Das Höchstalter von Klapperschlangen ist nicht bekannt; unter Terrarienbedingungen können Tiere einzelner Arten über 30 Jahre alt werden.

### Fressfeinde, Droh- und Abwehrverhalten

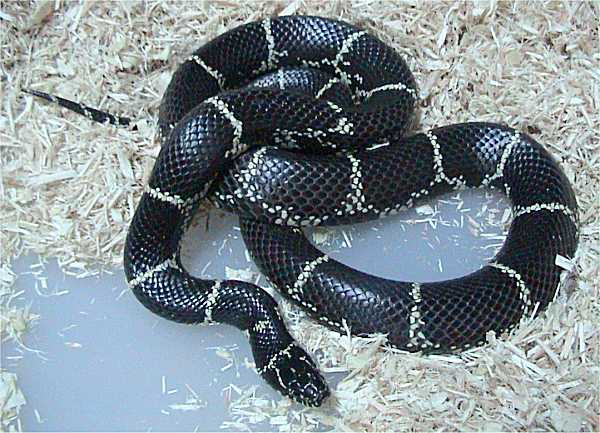
Königsnatter (Lampropeltis getula)

Obwohl Klapperschlangen mit ihrem hochpotenten Gift effektive Verteidigungsmöglichkeiten haben, werden sie trotzdem von einer Reihe von Feinden getötet und gefressen. Dazu gehören fleischfressende Säugetiere wie Füchse, Kojoten und auch Haushunde und Hauskatzen, verschiedene Vögel wie etwa der Rotschwanzbussard (Buteo jamaicensis) und der Wegekuckuck (Geococcyx californianus) sowie verschiedene Schlangenarten. Zu letzteren gehört vor allem die ungiftige Königsnatter (Lampropeltis getula), die gegen das Gift der Klapperschlangen immun ist und diese durch Umschlingen tötet.
Die Hauptverteidigungsstrategie der Klapperschlangen ist ihre Tarnung durch Färbung und Verhalten. Zudem verstecken sie sich häufig unter Steinen oder in Gebüschen. Wenn diese passive Verteidigung nicht funktioniert, kommt es zu einer aktiven und aggressiven Verteidigung, die vor allem gegenüber großen Säugetieren eingesetzt wird. Sie rollen sich dann am Boden zusammen und benutzen ihre Schwanzrassel, um einen deutlichen Warnlaut zu produzieren, dabei fixieren sie den potentiellen Gegner und beißen im Extremfall auch zu. Die Warnung durch die sehr laute Rassel ist vor allem bei Huftieren sehr effektiv, die eher zufällig auf Klapperschlangen treffen und diese zertreten könnten.

## Imitation von Klapperschlangen

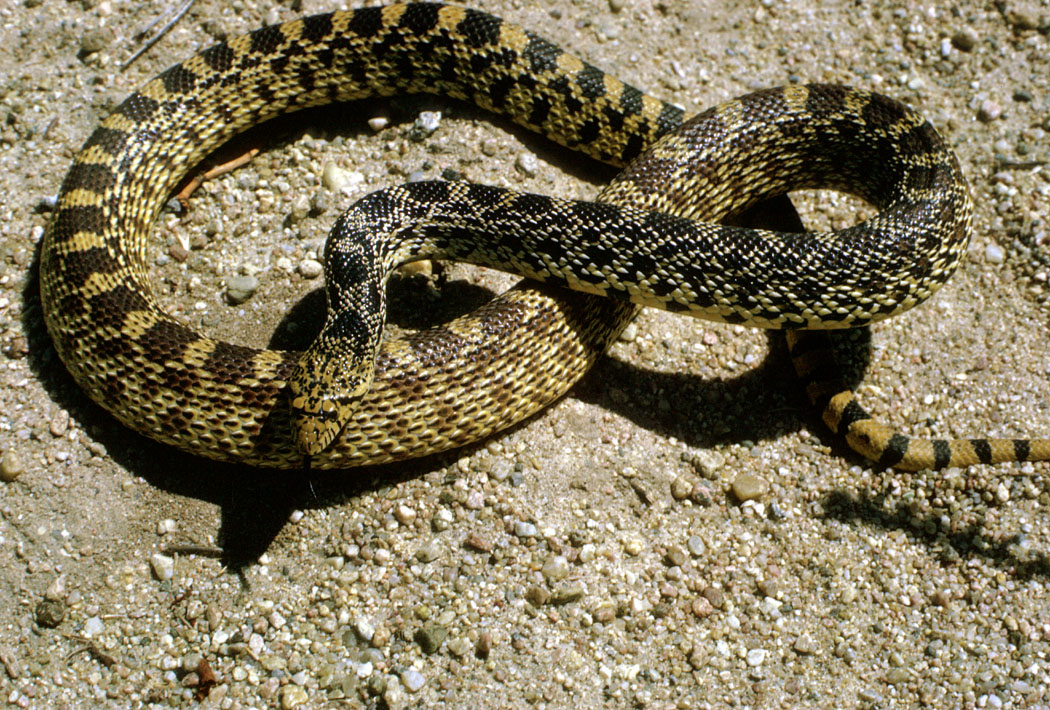
Bullennatter (Pituophis melanoleucas)

Da das Verhalten der Klapperschlangen besonders gegenüber unspezialisierten Raubtieren sehr effektiv ist, gibt es eine Reihe von anderen Tieren, die das Verhalten und vor allem das Geräusch der Rassel nachahmen und auf diese Weise versuchen, eine Klapperschlange zu imitieren (Mimikry). Dies kann vor allem bei verschiedenen ungiftigen Nattern beobachtet werden, die auch in der Färbung den Klapperschlangen ähneln. Zu diesen gehören etwa die Kletternattern (Pantherophis), die Bullennatter (Pituophis melanoleucas) und die Westliche Hakennasennatter (Heterodon nasicus). Ungewöhnlich ist das Verhalten des zu den Eulen gehörenden Kaninchenkauzes (Athene cunicularia), der in unterirdischen Bauten lebt und bei Gefahr ebenfalls das Rasseln der Klapperschlangen nachahmt.

## Evolution und Systematik
Das „Klappern“ der Klapperschlangen und die hiermit verbundenen anatomischen Besonderheiten sind laut einer 2016 publizierten Studie vermutlich abgeleitet von einer Verhaltensweise, die bei zahlreichen Verwandten der Klapperschlangen zu beobachten ist, dem Hin-und-Her-Bewegen des Schwanzes in einer bedrohlichen Situation.

### Stammesgeschichte
Die Klapperschlangen haben sich erst vor wenigen Millionen Jahren aus anderen Grubenottern entwickelt. Die ältesten Fossilien dieser Gattung sind erst vier bis fünf Millionen Jahre alt, die ältesten Fossilien von amerikanischen Grubenottern werden auf ein Alter von etwa 10 Millionen Jahren datiert. Nur zwei Arten von heute nicht mehr lebenden Klapperschlangen wurden bislang mit einem Namen benannt, Crotalus potterensis aus Kalifornien und Crotalus giganteus aus Florida, alle anderen Fossilien konnten heute noch existierenden Arten zugeordnet werden oder sind unidentifiziert. Auch die fossilen Arten lebten in Trockengebieten. Ihre Lebensweise unterschied sich wahrscheinlich kaum von heutigen Arten.

### Externe Systematik

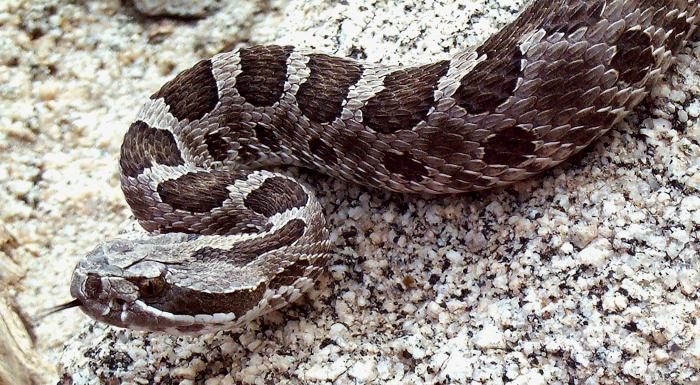
Massassauga (Sistrurus catetanus), deutlich erkennbar sind die großen Kopfschilde

Die nächsten Verwandten der Klapperschlangen stellen wahrscheinlich die Zwergklapperschlangen dar, die als einzige andere Schlangengattung eine Schwanzrassel ausgebildet haben. Sie teilen weitere Merkmale mit den Klapperschlangen, darunter beispielsweise die sehr stark an trockene und warme Habitate angepasste Lebensweise. Hauptunterscheidungsmerkmal ist die abweichende Beschilderung des Kopfes, die aus mehreren großen Schilden besteht und bei den Klapperschlangen in zahlreiche Einzelschuppen aufgelöst ist.
Ebenfalls in die nähere Verwandtschaft der Klapperschlangen und Zwergklapperschlangen werden die Dreieckskopfottern (Agkistrodon) sowie die Amerikanischen Lanzenottern (Bothrops) gestellt. Ein mögliches Kladogramm der näheren Verwandten der Klapperschlangen ist entsprechend:
|      | Dreieckskopfottern (Agkistrodon)                                                                  |
|      |                                                                                                   |
| N.N. | \| \| Zwergklapperschlangen (Sistrurus) \| \| \| \| \| \| Klapperschlangen (Crotalus) \| \| \| \| |
|      | \| \| Zwergklapperschlangen (Sistrurus) \| \| \| \| \| \| Klapperschlangen (Crotalus) \| \| \| \| |
|      | Zwergklapperschlangen (Sistrurus)                                                                 |
|      |                                                                                                   |
|      | Klapperschlangen (Crotalus)                                                                       |
|      |                                                                                                   |

|  | Zwergklapperschlangen (Sistrurus) |
|  |                                   |
|  | Klapperschlangen (Crotalus)       |
|  |                                   |

|      | Dreieckskopfottern (Agkistrodon)                                                                  |
|      |                                                                                                   |
| N.N. | \| \| Zwergklapperschlangen (Sistrurus) \| \| \| \| \| \| Klapperschlangen (Crotalus) \| \| \| \| |
|      | \| \| Zwergklapperschlangen (Sistrurus) \| \| \| \| \| \| Klapperschlangen (Crotalus) \| \| \| \| |
|      | Zwergklapperschlangen (Sistrurus)                                                                 |
|      |                                                                                                   |
|      | Klapperschlangen (Crotalus)                                                                       |
|      |                                                                                                   |

|  | Zwergklapperschlangen (Sistrurus) |
|  |                                   |
|  | Klapperschlangen (Crotalus)       |
|  |                                   |

*Amerikanische Grubenottern (Crotalinae); nur angegebene Gattungen
Neben diesen Untersuchungen gibt es auch einige Arbeitsgruppen, die die Monophylie der Klapperschlangen in Frage stellen und die Zwergklapperschlangen als Teil der Gruppe ansehen. Begründet wird dies dadurch, dass der einzige wesentliche Unterschied in der Beschuppung des Kopfes liegt und diese bereits bei den Vorfahren beider Gruppen in der Form großer Schuppen ausgebildet und daher bei den Zwergklapperschlangen als plesiomorph betrachtet werden muss. Diese Annahme wird durch molekulargenetische Studien teilweise bestätigt, teilweise jedoch auch widerlegt.

### Arten

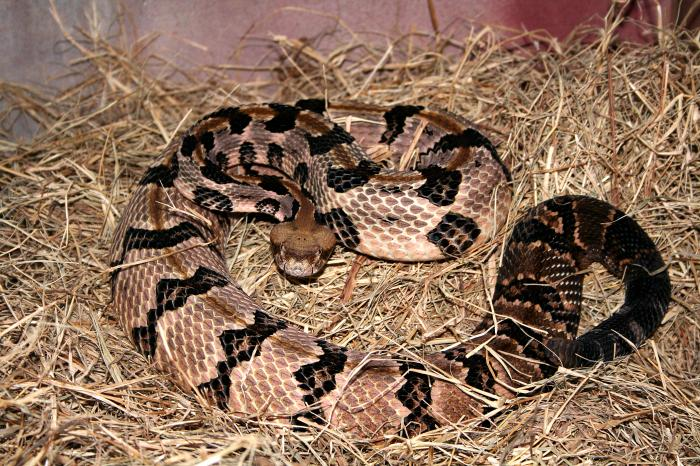
Wald-Klapperschlange (C. horridus)

Die genauen Verwandtschaftsverhältnisse innerhalb der Klapperschlangen sind noch nicht näher erforscht, obwohl ihre Verbreitung, morphologische Merkmale und die Zusammensetzung des Giftes bei einigen Arten auf nähere Verwandtschaft schließen lassen. Beispielsweise sind die Basilisken-Klapperschlange (C. basiliscus) und die Schwarzschwanz-Klapperschlange (C. molossus) ebenso wie die Texas-Klapperschlange (C. atrox), die Cedros-Klapperschlange (C. exsul) und die Rote Diamant-Klapperschlange (C. ruber) näher miteinander als mit anderen Arten verwandt. Die Wald-Klapperschlange (C. horridus) scheint die ursprünglichste Art darzustellen. Insgesamt werden heute 55 Arten unterschieden (Stand: April 2024):
- Diamant-Klapperschlange (Crotalus adamanteus Palisot De Beauvois, 1799)
- Angel-Klapperschlange (Crotalus angelensis Klauber, 1963)
- Crotalus aquilus Klauber, 1952
- Crotalus armstrongi Campbell, 1979
- Texas-Klapperschlange (Crotalus atrox Baird & Girard, 1853)
- Basilisken-Klapperschlange (Crotalus basiliscus (Cope, 1864))
- Crotalus brunneus Harris & Simmons, 1978
- Crotalus campbelli Bryson Jr, Linkem, Dorcas, Lathrop, Jones, Alvarado-Díaz, Grünwald & Murphy, 2014
- Santa-Catalina-Klapperschlange (Crotalus catalinensis Cliff, 1954)
- Seitenwinder-Klapperschlange (Crotalus cerastes Hallowell, 1854)
- Schwarze Arizona-Klapperschlange (Crotalus cerberus (Coues, 1875))
- Crotalus concolor Woodbury, 1929
- Crotalus culminatus Klauber, 1952
- Schauer-Klapperschlange oder Cascaval (Crotalus durissus Linnaeus, 1758)
- Crotalus ehecatl Carbajal-Márquez, Cedeño-Vázquez, Martínez-Arce, Neri-Castro & Machkour-M’Rabet, 2020
- Baja-Klapperschlange (Crotalus enyo (Cope, 1861))
- Crotalus ericsmithi Campbell & Flores-Villela, 2008
- San-Esteban-Klapperschlange (Crotalus estebanensis Klauber, 1949)
- Crotalus exiguus Campbell & Armstrong, 1979
- Crotalus helleri Meek, 1905
- Wald-Klapperschlange (Crotalus horridus Linnaeus, 1758)
- Crotalus intermedius Troschel, 1865
- Crotalus lannomi Tanner, 1966
- Felsen-Klapperschlange (Crotalus lepidus (Kennicott, 1861))
- Crotalus lorenzoensis Radcliff & Maslin, 1975
- Crotalus lutosus Klauber, 1930
- Crotalus mictlantecuhtli Carbajal-Márquez, Cedeño-Vázquez, Martínez-Arce, Neri-Castro & Machkour-M’Rabet, 2020
- Gefleckte Klapperschlange (Crotalus mitchellii (Cope, 1861))
- Schwarzschwanz-Klapperschlange (Crotalus molossus Baird & Girard, 1853)
- Crotalus morulus Klauber, 1952
- Pazifik-Klapperschlange (Crotalus oreganus Holbrook, 1840)
- Crotalus ornatus Hallowell, 1854
- Crotalus polisi Meik, Schaack, Flores-Villela & Streicher, 2018
- Mexikanische Lanzenkopf-Klapperschlange (Crotalus polystictus (Cope, 1865))
- Prices Klapperschlange (Crotalus pricei Van Denburgh, 1895)
- Crotalus pusillus Klauber, 1952
- Südwestliche Gefleckte Klapperschlange (Crotalus pyrrhus (Cope, 1866))
- Mexikanische Zwergklapperschlange (Crotalus ravus Cope, 1865)
- Rote Diamant-Klapperschlange (Crotalus ruber Cope, 1892)
- Mojave-Klapperschlange (Crotalus scutulatus (Kennicott, 1861))
- Zentralamerikanische Klapperschlange (Crotalus simus Latreille In Sonnini & Latreille, 1801)
- Langschwanz-Klapperschlange (Crotalus stejnegeri Dunn, 1919)
- Panamint-Klapperschlange (Crotalus stephensi Klauber, 1930)
- Crotalus tancitarensis Alvarado-Díaz & Campbell, 2004
- Crotalus thalassoporus Meik, Schaack, Flores-Villela & Streicher, 2018
- Tigerklapperschlange (Crotalus tigris Kennicott, 1859)
- Crotalus tlaloci  Bryson, Linkem, Dorcas, Lathrop, Jones, Alvarado-Díaz, Grünwald & Murphy, 2014
- Crotalus totonacus Gloyd & Kauffeld, 1940
- Quergebänderte Berg-Klapperschlange (Crotalus transversus Taylor, 1944)
- Mexikanische Plateau-Klapperschlange (Crotalus triseriatus (Wagler, 1830))
- Crotalus tzabcan Klauber, 1952
- Aruba-Klapperschlange (Crotalus unicolor Lidth De Jeude, 1887)
- Uracoa-Klapperschlange (Crotalus vegrandis Klauber, 1941)
- Westliche Klapperschlange oder Prärie-Klapperschlange (Crotalus viridis (Rafinesque, 1818))
- Kantenkopf-Klapperschlange (Crotalus willardi Meek, 1905)

## Schlangengift

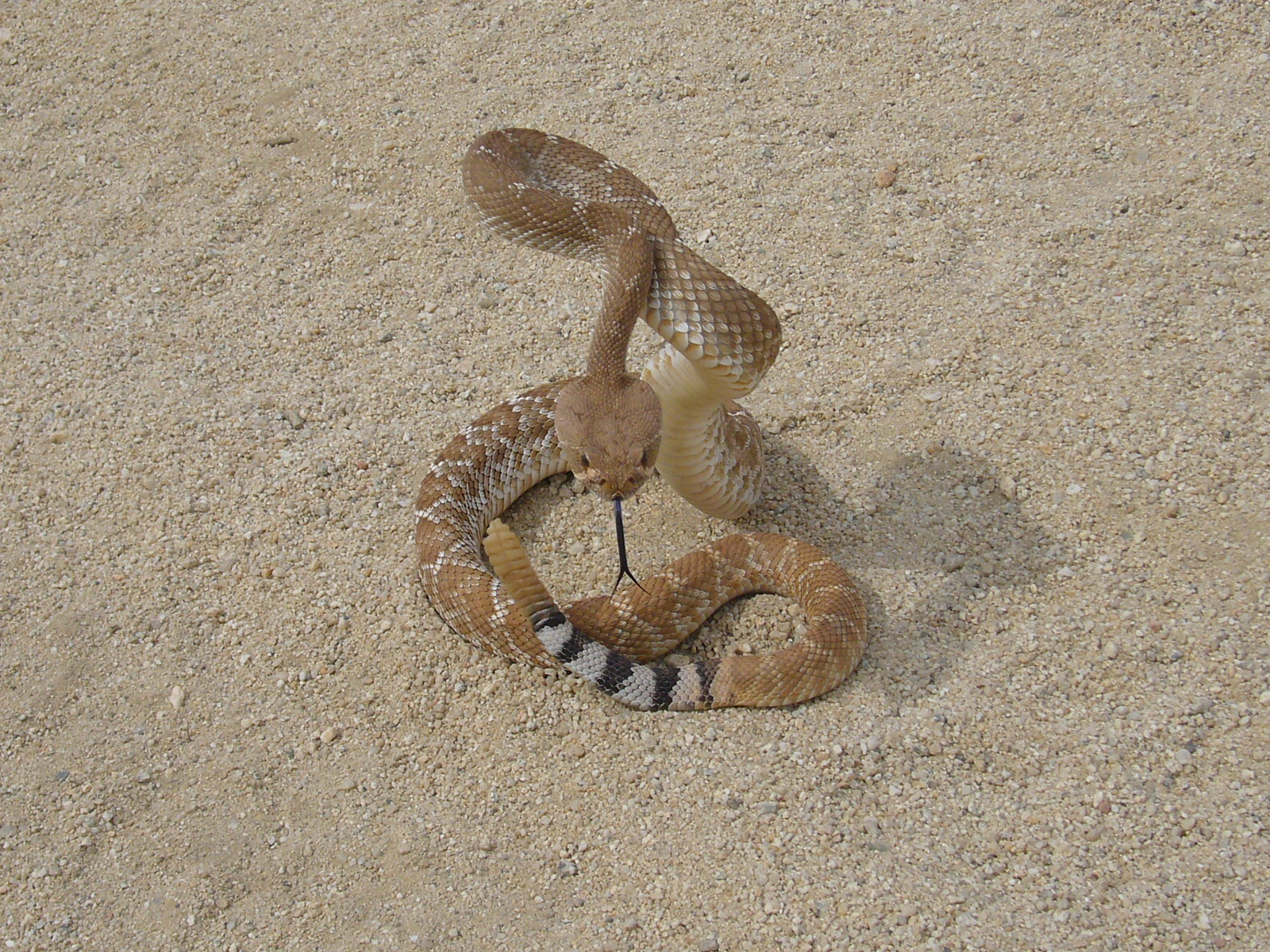
Drohgebärde einer Roten Diamant-Klapperschlange

Wie die meisten Viperngifte sind auch die Gifte der Klapperschlangen vor allem hämotoxisch, sie zerstören also vor allem Zellen des Blutes und die sie umgebenden Gewebe und unterscheiden sich damit von den lähmenden Neurotoxinen, die vor allem bei Giftnattern zu finden sind. Hämotoxine führen vor allem zu Gewebszerstörungen, inneren Blutungen und Schwellungen und sind sehr schmerzhaft, im Vergleich zu den meisten Neurotoxinen töten sie allerdings weniger schnell. Einige Arten der Klapperschlangen, etwa die Mojave-Klapperschlange (C. scutulatus), produzieren sowohl hämotoxische als auch neurotoxische Komponenten. Innerhalb der Vipern ist die Zusammensetzung artspezifisch, und ihre Zusammensetzung ist ein wichtiges Merkmal zur Identifizierung von Verwandtschaften innerhalb der Schlangen.
Die genaue Zusammensetzung des Giftes der Klapperschlangen ist bis heute nicht bekannt und variiert zwischen den Arten. Am besten erforscht sind die Gifte der weit verbreiteten und größeren Arten der USA, dagegen sind die vieler mexikanischer Arten bislang kaum erforscht. Den Hauptteil der Gifte machen Enzyme wie Proteasen und Phospholipasen aus. Während erstere Proteine aufspalten und zerlegen, spalten letztere die Phospholipide in Fettsäuren und lipophile Bestandteile. Die Proteasen wirken als Hämorrhagine sehr spezifisch und effektiv an der Wandstruktur der kleinen Blutgefäße, die sie zerstören. Dadurch kommt es zu Blutungen in das Gewebe, die zusätzlich über im Gift enthaltene Gerinnungsenzyme, die dem Thrombin ähneln, und über eine Modifikation des bluteigenen Fibrinogen die Gerinnung unterbinden, verstärkt werden. Das Zusammenspiel dieser Gifte führt zu den Gewebeschäden, zusätzliche Gifte wie die Myotoxine und das Klapperschlangenspezifische Crotamin greifen die umliegende Muskulatur an. Die neurotoxisch wirksamen Gifte enthalten vor allem einen Komplex aus einer basischen Phospholipase A2 und einem hemmenden sauren Protein. Bei der Schauer-Klapperschlange ist erstere als Crotoxin, letzteres als Cropotin bekannt. Das Crotoxin wird erst an der Membran der motorischen Endplatten einer Synapse aktiv und zerstört diese nach Abspaltung des Cropotin. Durch die Zerstörung der Synapse kommt es zur Lähmung, da keine Neurotransmitter mehr ausgeschüttet werden können.
Die Giftmenge, die eine Klapperschlange beim Biss abgibt, variiert von etwa 50 mg (Trockenmasse) bei den sehr kleinen Arten über etwa 400 mg bei mittelgroßen Schlangen bis zu über 1.000 mg bei den größten Arten wie der Diamant-Klapperschlange oder der Texas-Klapperschlange. Für Labormäuse liegt der LD50-Wert bei den meisten größeren Klapperschlangen allerdings schon bei etwa 3 bis 5 mg/kg. Diese Schlangen besitzen in ihren Giftdrüsen entsprechend Giftmengen, die ausreichen würden, um 3.000 bis 5.000 Mäuse zu töten. Der hämotoxische Anteil des Giftes der Mojave-Klapperschlange hat einen auf Mäuse bezogenen LD50-Wert von etwa 3 mg/kg und entspricht damit dem anderer Klapperschlangen, der neurotoxische Anteil hat allerdings ein LD50-Wert von nur 0,24 mg/kg. Die Abgabe von durchschnittlich 70 mg reicht entsprechend aus, um bis zu 7.500 Mäuse zu töten, wodurch diese Art die giftigste Schlange Nordamerikas ist. Das Gift der Schauerklapperschlange Südamerikas ist vergleichbar mit dem der Mojave-Klapperschlange; sie gibt allerdings mit etwa 100 mg pro Biss eine deutlich größere Menge des Giftes ab.

## Menschen und Klapperschlangen

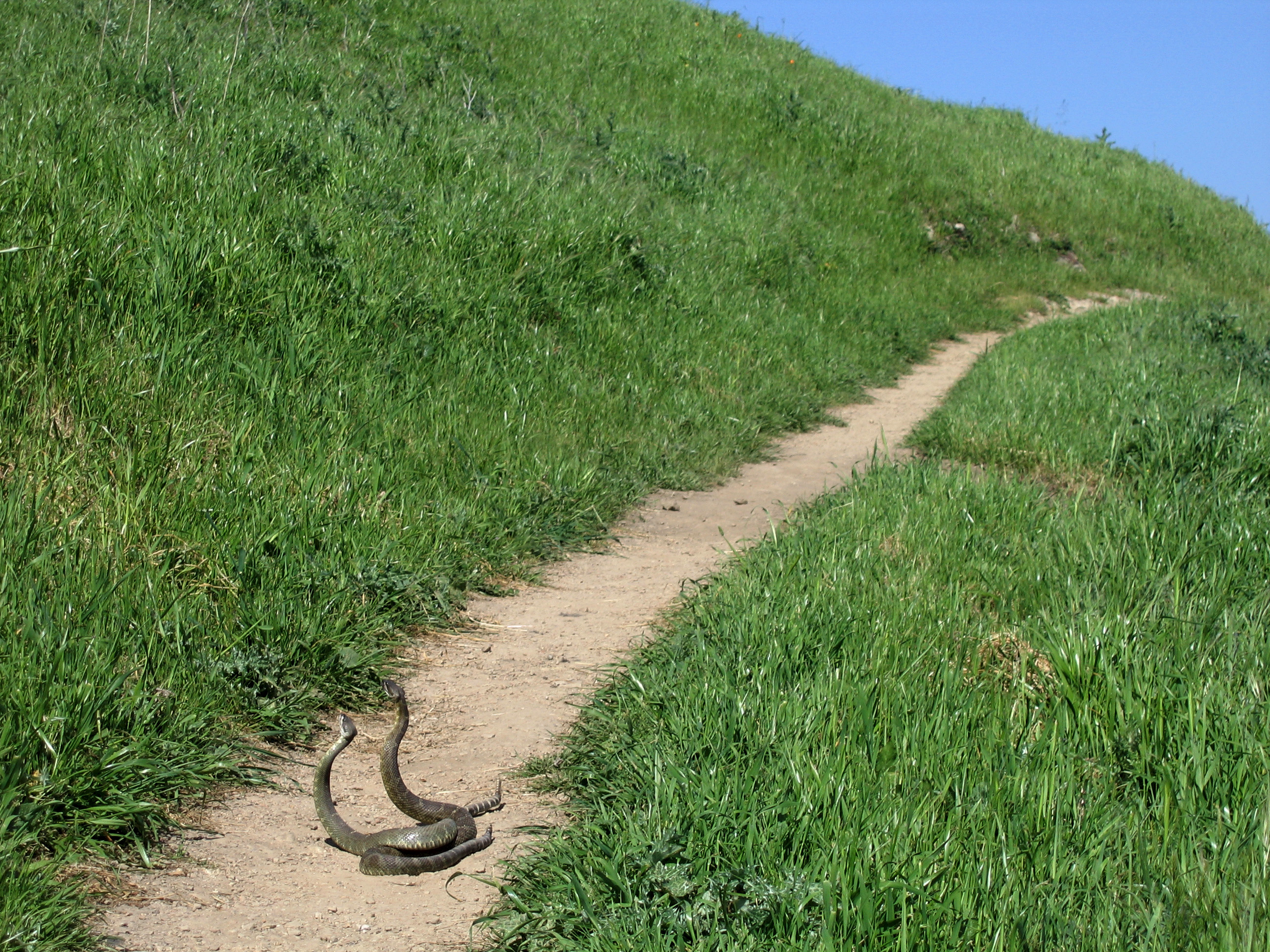
Zwei einander imponierende Klapperschlangenmännchen auf einem Pfad in Kalifornien

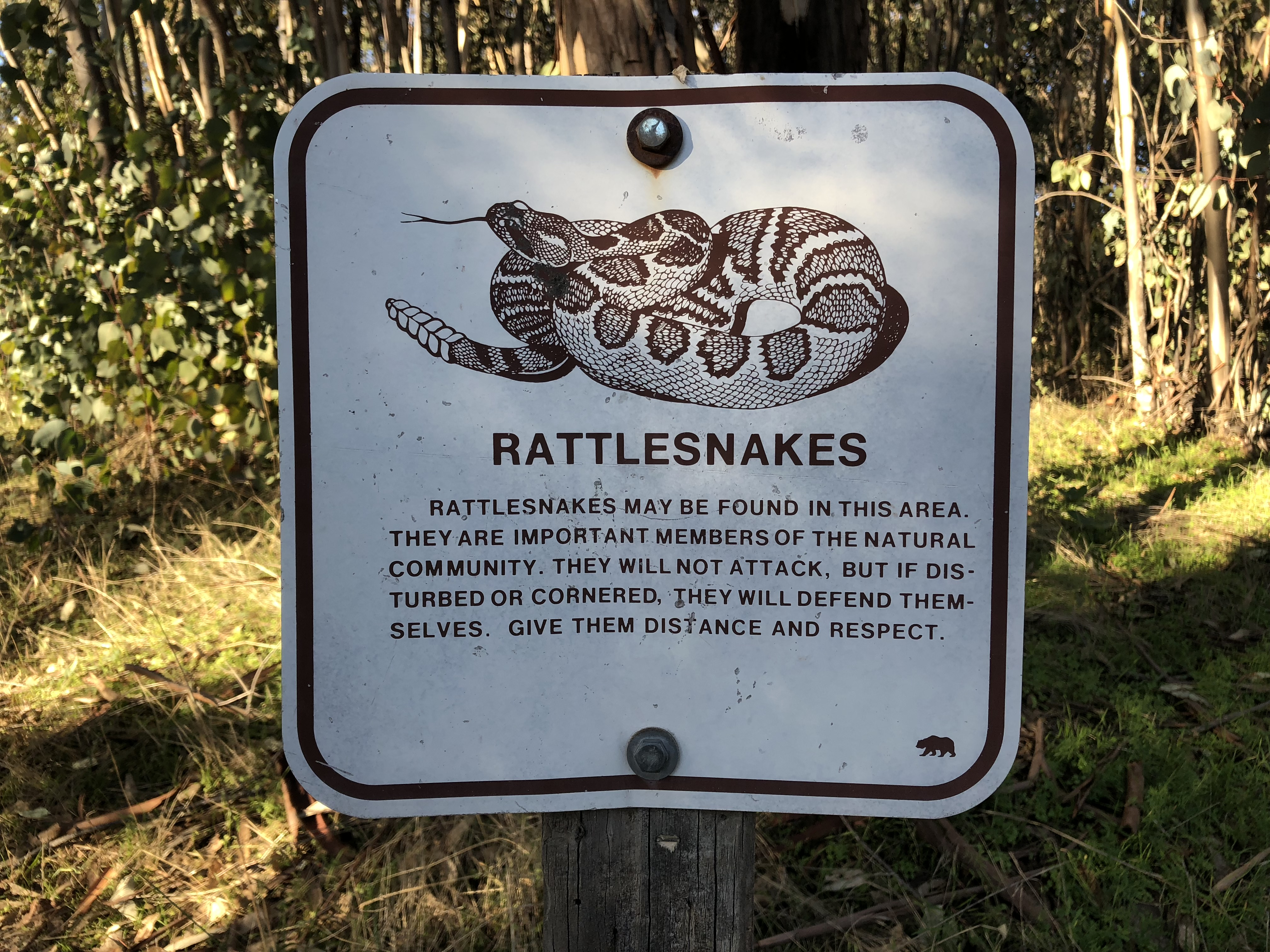
Warnschild vor Klapperschlangen im Jack London State Historic Park, Kalifornien

Die Klapperschlangen gehören neben den Kobras und der Boa constrictor zu den Schlangen, denen bis heute eine besondere Faszination in Form einer Mischung aus Angst und Neugierde entgegengebracht wird. Speziell in den Geschichten und Mythen des Amerikanischen Westens, beginnend bei den Indianern und europäischen Siedlern der Zeit des Wilden Westens bis in die Filme der heutigen Zeit spielen Klapperschlangen eine große Rolle als potentiell tödliches und gefährliches Symbol der Wüsten und Prärien Amerikas.

### Giftwirkung beim Menschen
Klapperschlangenbisse gehören in Nordamerika zu den häufigsten Schlangenbissen überhaupt. Mit Ausnahme der Staaten Maine, Delaware, Alaska und Hawaii, in denen keine Klapperschlangen vorkommen, gibt es aus allen Bundesstaaten der USA Meldungen von Bissen durch diese Giftschlangen. Dabei stellen die Staaten North Carolina, Arkansas, Texas, Georgia, West Virginia und Mississippi die Staaten mit den häufigsten Bissunfällen durch Klapperschlangen dar; die Rate lag dabei bei maximal 19 Bissen pro 100.000 Einwohner pro Jahr. Durch die starke Abnahme der Anzahl der Klapperschlangen in fast allen Staaten in den letzten Jahrzehnten ist entsprechend auch die Bissquote stark rückläufig. Die meisten Unfälle finden dabei während der Arbeit in landwirtschaftlichen Betrieben und vor allem zu den Hauptaktivitätszeiten der Schlangen im Frühjahr und Herbst statt, sodass in den Gebieten mit großen Klapperschlangenpopulationen in den Wüsten und Prärien (New Mexico, Kalifornien, Arizona) nur wenige Unfälle pro Jahr passieren. Entsprechend sind auch vor allem Erwachsene zwischen 20 und 40 Jahren betroffen; am seltensten werden Kinder unter zehn Jahren gebissen.
Nur wenige Arten sind für den Menschen potentiell tödlich giftig, darunter vor allem die großen Arten wie die Diamant-Klapperschlange oder die Texas-Klapperschlange aufgrund der großen Giftmenge und die Arten mit hochpotenten Nervengiften wie die Mojave-Klapperschlange oder die Schauerklapperschlange. Durch die meist schnelle Verfügbarkeit ärztlicher Hilfe und verschiedener Gegengifte, die spezifisch bei Klapperschlangenbissen eingesetzt werden, ist die Gefahr eines tödlichen Bisses allerdings minimal. Im Regelfall kommt es zu einer stark schmerzenden Schwellung der Bissstelle mit lokaler Blutzellen- und Gewebezerstörung.
Indianer kannten verschiedene Pflanzen, welche von Klapperschlangen gemieden wurden, so zum Beispiel die Hasel. Die Indianer banden sich deswegen teilweise solche Pflanzen um den Fußknöchel als Schutz gegen Schlangenbisse.
Einige Indianerstämme wie die Comanche, Paiute und Nez Percé nutzten das Gift der Klapperschlangen als Pfeilgift. Die Comanche wurden von etlichen anderen Stämmen in deren jeweiliger Sprache als Schlangen und von den Cheyenne als Klapperschlangen bezeichnet.

### Bedrohung und Schutz

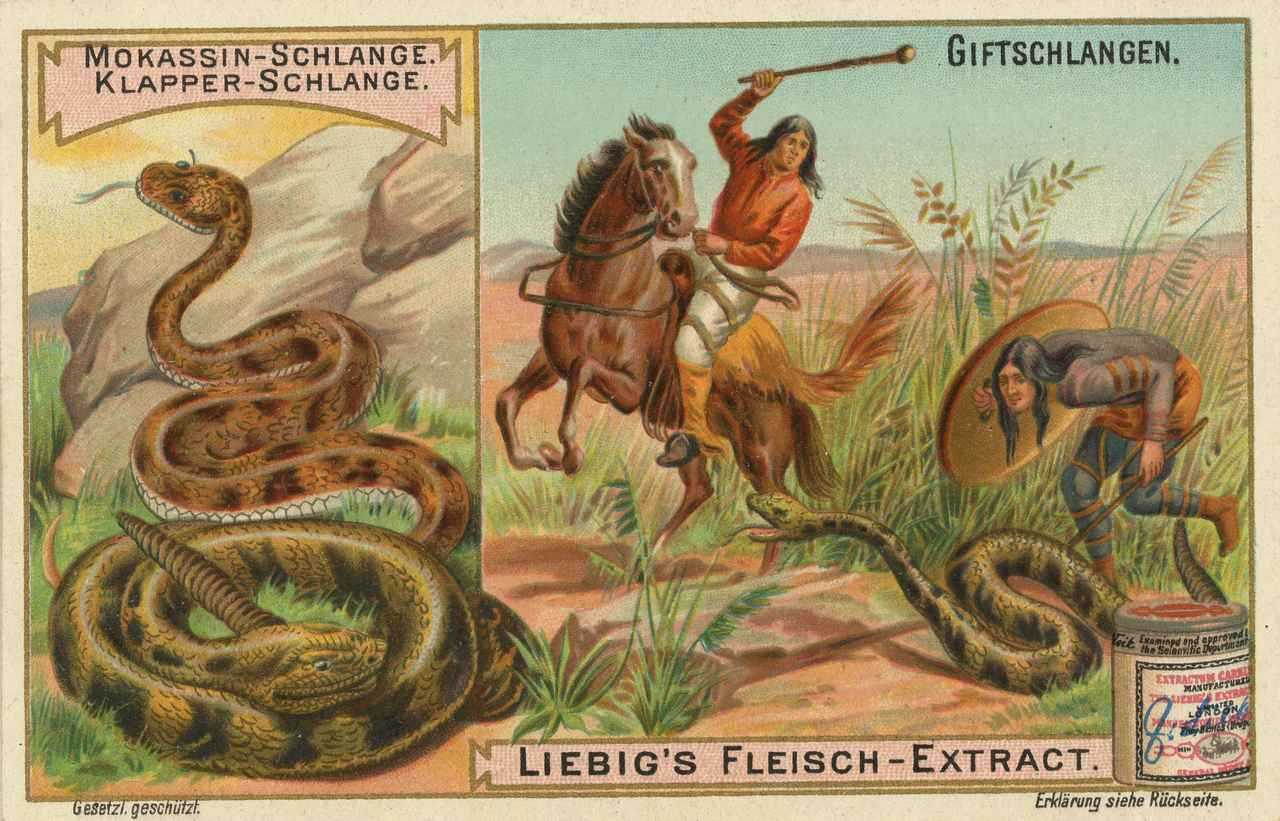
Klapperschlange und Mokassinschlange als Fleischlieferanten der Indianer, Liebig-Sammelbild von 1903

Klapperschlangen werden vor allem in den südlichen Staaten der USA stark verfolgt. Hier werden jährlich so genannte Roundups organisiert, bei denen möglichst viele Klapperschlangen aller Arten gefangen und nachher getötet werden. Die Schlangen gelten als gefährliche Schädlinge, die bei jeder Begegnung erschlagen werden sollten, und auch auf der Straße sind sie als Fair game, als zum Töten freigegeben, eingestuft und werden entsprechend gern überfahren. Jährlich werden auf diese Weise zigtausend Klapperschlangen getötet, und die Bestandszahlen sind entsprechend bei fast allen Arten stark rückläufig. Hinzu kommen Wildfänge für die Terrarienhaltung und, in kleineren Maßstäben, traditionelle Fänge zur Zubereitung von Materialien der indianischen Volksmedizin oder auch zur Ernährung. Letzteres wird von der indianischen Bevölkerung traditionell gepflegt, allerdings ist Klapperschlangenfleisch auch eine beliebte Delikatesse und kann im US-amerikanischen Süden in Konserven gekauft werden.
Neben der aktiven Bejagung kommt vor allem bei den Arten, die nicht auf die Wüsten beschränkt sind, eine Zerstörung des Lebensraumes hinzu, durch die diese Arten immer weiter zurückgedrängt werden.
Besonders in den letzten Jahren wurden einige Arten unter Schutz gestellt und dürfen offiziell nicht mehr gefangen oder getötet werden. Zusätzlichen Schutz erfahren viele Wüstenarten durch die Einstufung ihres Lebensraumes als Nationalparks oder Naturschutzgebiete, in denen sie nicht bejagt werden dürfen. In der Roten Liste der IUCN ist allerdings nur die Aruba-Klapperschlange (C. durissus unicolor; bei der IUCN veraltet als Art C. unicolor) als kritisch gefährdet gelistet.

### Forschungsgeschichte

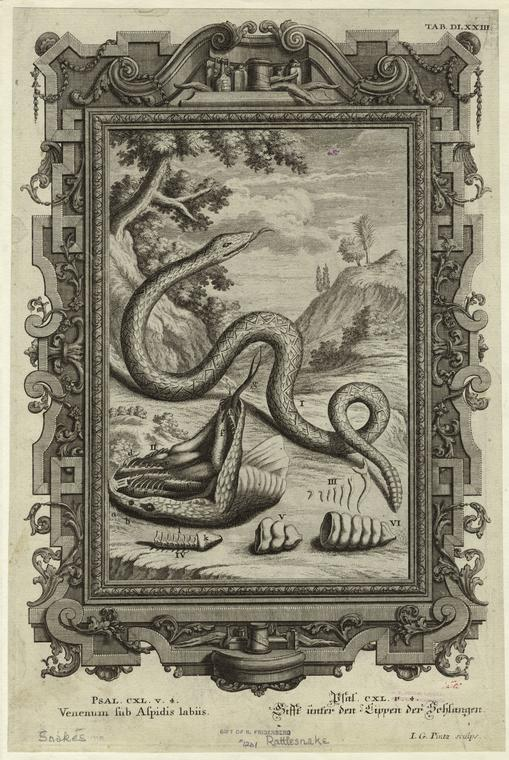
„Gifte unter den Lippen der Schlangen“ – Stich von Johann Georg Pintz, um 1735

Die wahrscheinlich erste Erwähnung der Klapperschlangen in der Literatur stammt von dem Spanier Pedro de Cieca de Leon aus dem Jahr 1554, der in La Chronica del Peru das Geräusch der Rassel sowie die Folgen eines Bisses der Schauerklapperschlange (C. durissus) beschrieb. Die erste bekannte Illustration stammt von Francisco Hernandez von 1628. Er beschrieb in seinem Werk Rerum Medicarum Novae Hispaniae seu Plantarum Animalium Mineralium Mexicanorum Historia das Verhalten der Klapperschlangen und stellt auch heraus, dass es mehrere Arten gibt. Der erste Engländer, der Klapperschlangen zumindest indirekt beschrieb, war John Smith. In A Map of Virginia schrieb er 1612, dass manche Indianer Virginias aus Schlangenschwänzen gefertigte Rasseln als Kopfschmuck trügen. Das Oxford English Dictionary schreibt Smith auch die auf das Jahr 1630 datierte Erstverwendung des Wortes rattlesnake zu, jedoch hatte bereits ein Jahr zuvor der puritanische Geistliche Francis Higginson in seiner Beschreibung der Wälder Neuenglands geschrieben, es gebe dort Schlangen, die „Rasseln in ihren Schwänzen haben, und die nicht wie andere vor dem Menschen fliehen wie andere [Schlangen], sondern sich auf ihn stürzen und ihn zu Tode beißen“. Der Tod trete innerhalb einer Viertelstunde ein, wenn der Gebissene nicht auf einer Heilwurzel, genannt „Schlangenkraut“, kaue. 1637 beschrieb dann der ebenfalls nach Neuengland ausgewanderte Thomas Morton die Tiere in New English Canaan:
„Es gibt [dort] ein kriechendes Tier, das eine Rassel im Schwanz trägt und sein eigenes Alter kennt; denn mit jedem Lebensjahr wächst seine Rassel um ein Gelenk, und die Rassel klingt wie Erbsen in einer Blase, und dieses Tier wird Klapperschlange genannt.“
1682 erschien von Edward Tyson die erste wissenschaftliche Beschreibung der Anatomie der Klapperschlangen in den Philosophical Transactions of the Royal Society, bei der auch die Grubenorgane beschrieben wurden. In vielen weiteren Texten wurde meist stückweise das Wissen über die Schlangen zusammengetragen, wie es heute bekannt ist. 1758 beschrieb Carl von Linné die Klapperschlangen sowie die Wald-, die Schauer- und die Zwergklapperschlange (erst 1766 als C. miliarius) in seinem Systema naturae. Alle anderen Arten der Klapperschlangen wurden erst später, meist im 19. Jahrhundert, beschrieben. Acht Arten folgten erst im 20. Jahrhundert, davon die in einem Exemplar bekannte C. lannomi 1966 und die C. aquilus erst 1992.

### Mythologie und Kulturgeschichte

#### Mythologie der Indianer
Über die mythologische Bedeutung der Klapperschlangen bei den Indianern bis zur Ankunft der ersten Europäer ist nur sehr wenig bekannt, und nur einzelne Geschichten der Indianerstämme konnten bis heute überliefert werden. Die Klapperschlange ist die wichtigste Schlangengattung, die in den Legenden überhaupt erwähnt wird; allerdings wird sie meist zu den negativen Mächten gezählt.
Nach einer indianischen Sage ging die Klapperschlange aus der Verwandlung eines Schamanen hervor, der eine Rassel hinter dem Rücken versteckte und bis heute durch seinen Zauber Menschen vergiften kann. Bei den Winnebago taucht die Klapperschlange dagegen bereits zu Beginn der Schöpfung auf:
Als der Große Geist die Erde geschaffen und sie mit Gras und Blumen geschmückt hatte, setzte er vier mächtige Geister mit zwei Klapperschlangen und zwei Büffeln an ihre vier Ecken, um sie festzuhalten.

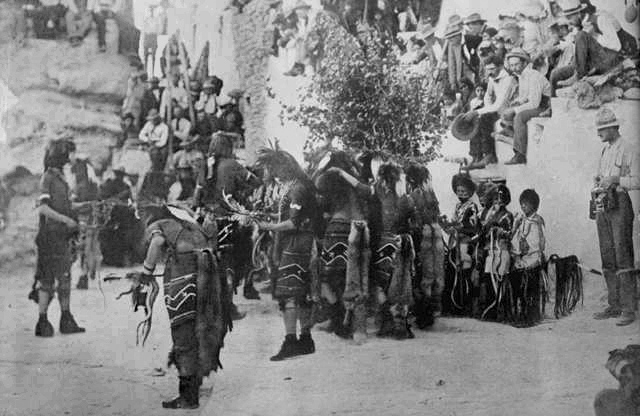
Hopi-Indianer beim Schlangentanz (1897)

Den bekanntesten mythologischen Aspekt um die Klapperschlangen stellt zweifelsohne der berühmte Schlangentanz der Hopi aus dem Nordosten Arizonas dar. Er stellt den Abschluss eines Ritus dar, der den Indianern Regen bringen soll, wobei die Schlangen als Vermittler zwischen den Menschen und Geistern wirken sollen. Ausgerichtet werden die Tänze von zwei religiösen Bünden der Hopi, der Schlangen- und der Antilopenbruderschaft. Die Mitglieder der Schlangenbruderschaft gehen am fünften Tag des neuntägigen Ritus in die Wüste und sammeln dort Schlangen, vor allem Klapperschlangen (C. viridis nuntius, als Hopi-Klapperschlange bekannt) und Bullennattern (Pituophis melanoleucas), und am achten Tag findet ein Tanz statt, der die symbolische Hochzeit zwischen einem Schlangenbruder und einer Maisjungfrau darstellt. Am neunten Tag werden die Schlangen symbolisch gereinigt, der eigentliche Schlangentanz beginnt am Abend dieses Tages. Zur Musik der Antilopenbrüder tanzen die Schlangenbrüder in Dreiergruppen, bei denen sich immer einer eine Schlange nimmt und diese mit dem Mund festhält. Sobald die Schlange beißen will, haut einer der beiden anderen Tänzer diese mit einer Schlangenpeitsche. Nach jeder Umrundung des Tanzplatzes tauscht der Tänzer die Schlange aus, bis alle Schlangen einmal getanzt haben, anschließend werden sie in die Mitte des Platzes gebracht und mit Maismehl bestäubt. Zum Abschluss nehmen sich die Schlangenbrüder die Schlangen und bringen sie wieder in die Wüste. Heute ist der Schlangentanz der Hopi eine beliebte Touristenattraktion.
Nach einer Sage der Cherokee tötete die Klapperschlange die Sonnentochter, indem sie ihr den Kopf abbiss, um die Sonne davon abzuhalten, die Menschen durch ihre Strahlen zu verbrennen Gemäß der traditionellen Glaubensvorstellung der Cherokee herrscht zwischen dem Adler – dem zentralen Tier in ihrer Mythologie – und der Klapperschlange eine tiefe Feindschaft. Deshalb zelebrierten sie den Tanz zu Ehren der Adler nur im Winter, wenn die Klapperschlangen schlafen und die Adler deshalb weniger gereizt seien.
Die mesoamerikanische Gottheit Quetzalcoatl wird oft als Klapperschlange mit Federn des heiligen Vogels Quetzal dargestellt. Quetzalcoatl galt bei den Azteken und Tolteken als Schöpfergott und wurde auch von den Maya verehrt.

#### Moderner Aberglaube Nordamerikas
Viele modernere Riten und abergläubische Vorstellungen über Klapperschlangen entwickelten sich bei den europäischen Siedlern, die teilweise bis heute existieren. Diese beziehen sich vor allem auf den Biss und das Gift der Schlangen und sind teilweise adaptiert aus europäischen Volksweisheiten. So wird beispielsweise geglaubt:
- Eine Klapperschlange, die einen betrunkenen oder kranken Mann beißt, wird daran sterben.
- Wenn eine Klapperschlange getötet wird, sollen alle Menschen, die durch sie gestorben sind, wieder aufwachen.
- Wenn ein Gebissener überlebt, wird die Schlange sterben, und wenn er stirbt, überlebt die Schlange.
- Ein gebissener Baum wird sterben, er kann jedoch auch das Gift an einen Menschen weitergeben, der einen Ast festhält.
- Eine Klapperschlange beißt niemals von hinten oder im Wasser. Außerdem werden Kinder unter sieben Jahren oder Frauen nicht gebissen.

#### Rituale der Pfingstbewegung

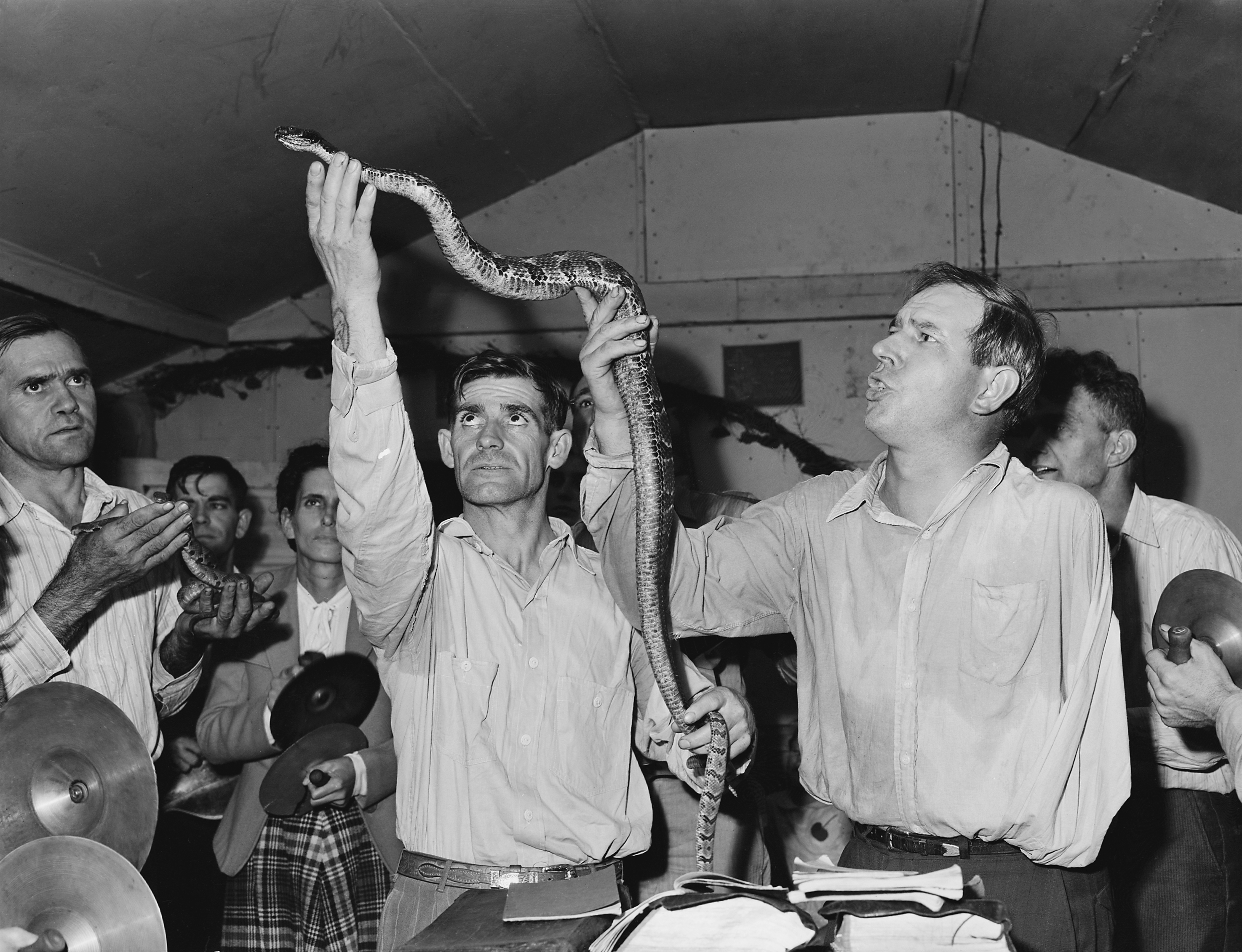
In einigen amerikanischen Pfingstkirchen wird als Glaubensbeweis mit Klapperschlangen hantiert.

Wegen ihrer Giftigkeit werden Klapperschlangen für das Ritual des Schlangenanfassens verwendet, das einige wenige amerikanische Pfingstgemeinden praktizieren. Dabei nehmen die Beteiligten als Glaubensbeweis einen Biss in Kauf.

#### Verwendung in der Literatur
Neben der Verarbeitung in den Mythen und Aberglauben der Indianer und später der Siedler Amerikas fand die Klapperschlange auch in der klassischen bis modernen Literatur vielfältige Erwähnung. Bereits 1783 nutzte Matthias Claudius das Bild der Klapperschlange als Beschreibung eines durchtriebenen Mannes in der Abhandlung Schönheit und Unschuld – Ein Sermon an die Mädchen:
„Aber, fliehet den Mann der das tut! Und wenn er mit Gold und Perlen behangen wäre, er ist 'n Bösewicht. Ist eine giftige Klapperschlange! Die Natur zwar hat ihn mit der Klapper verschont, weil sie sich auf seine Gaben und auf seine Diskretion verließ; aber er war der Großmut nicht wert und sollte eine tragen, und ich täte sie ihm gern in seinen Haarbeutel, oder hing' ihm eine ans Ohr, daß er vor sich warne wo er hinkömmt.“
Adelbert von Chamisso beschrieb in seinem Gedicht Das Mordtal 1837 die Begegnung mit einer Klapperschlange folgendermaßen:
Und wollte ruhbedürftig hin mich strecken,
Als neben mir im dürren Laub erklang
Ein Rasseln, wohl geeignet mich zu schrecken.
Die Klapperschlange war's; vom Lager sprang
Ich auf und sah, bei meines Feuers Lichte,
Den Wurm, den zu vertilgen mir gelang.
Johann Wolfgang von Goethe verwendete die Klapperschlange bildlich bei seiner Beschreibung der Belagerung von Mainz in der Erzählung Italienische Reise:
Von der wilden, wüsten Gefahr angezogen, wie von dem Blick einer Klapperschlange, stürzte man sich unberufen in die tödlichen Räume, ging, ritt durch die Trancheen, ließ die Haubitzgranaten über dem Kopfe dröhnend zerspringen, die Trümmer neben sich niederstürzen;
Neben diesen Beispielen findet man die Klapperschlange sowohl in der direkten, viel häufiger allerdings in übertragener Form an vielen weiteren Stellen der Literatur. Zu den bekanntesten Autoren, die sie verwendeten zählen Christian Dietrich Grabbe, Jean Paul, Karl Gutzkow, Friedrich Hebbel, Heinrich Heine, E.T.A. Hoffmann, Arthur Schopenhauer, Ernst von Wildenbruch, Walt Whitman und Friedrich Nietzsche.
Vor allem in der Reise- und Abenteuerliteratur fand die Klapperschlange natürlich Verwendung, dort vor allem bei den Autoren, die Geschichten zum Wilden Westen schrieben. Allen voran ist hier natürlich Karl May zu nennen, in dessen Erzählungen diese Tiere regelmäßig vorkommen. Doch auch Jules Verne und Mark Twain nutzten die Beschreibung von Begegnungen mit Klapperschlangen zur Spannungssteigerung.

#### Heraldik

Der First U.S. Navy Jack

Eine Klapperschlange und der Schriftzug DONT TREAD ON ME („Tritt nicht auf mich“) zieren den First Navy Jack, die offizielle Flagge der amerikanischen Kriegsmarine. Der Entwurf ist der ältesten amerikanischen Marinefahne aus dem Amerikanischen Unabhängigkeitskrieg; sie wurde erstmals 1775 auf dem Schiff von John Paul Jones geflaggt. Der First Navy Jack war bis 1777 die offizielle Flagge, wurde dann aber durch ein Sternenbanner ersetzt. Mit einem Beschluss vom 11. September 2002 wurde nach 225 Jahren wieder die Flagge mit der Klapperschlange eingeführt; im Krieg gegen den Terror soll sie eine deutliche Botschaft vermitteln.

Die Gadsden Flag

Die Klapperschlange und die begleitende Drohung waren jedoch schon zuvor zu einem Symboltier der Revolutionäre geworden, möglicherweise unter Einfluss der berühmten Karikatur Join or Die von Benjamin Franklin (1754). Abgeleitet von dieser Karikatur entwickelte sich 1775 die Gadsden Flag, eine aufgerollte Klapperschlange auf gelbem Grund, unter der ebenfalls der Schriftzug steht. Sie wurde von dem Kongressabgeordneten Christopher Gadsden aus South Carolina kreiert und dem Oberbefehlshaber der Navy, Esek Hopkins, beim ersten Navyeinsatz als persönliche Flagge mitgegeben. Aus der bis heute bei verschiedenen Gelegenheiten, etwa als Symbol vieler Anhänger des Libertarismus, eingesetzten Gadsden Flag entwickelte sich wahrscheinlich auch der First Navy Jack. Bei beiden Flaggen wird die Klapperschlange mit 13 Ringen an der Schwanzrassel dargestellt, entsprechend der Anzahl der Bundesstaaten bei der Gründung der USA.

Das mexikanische Wappen

Vollkommen unabhängig von dem heraldischen Einsatz der Klapperschlange in den USA ist eine solche auch bei der Nationalflagge Mexikos sowie im mexikanischen Wappen dargestellt. Sie wird festgehalten von den Klauen und dem Schnabel eines Adlers, der auf einem Kaktus sitzt. Das Wappen beruht auf einer aztekischen Legende über die Gründung von Tenochtitlán. Der Gott Huitzilopochtli hatte dem Volk aufgetragen, einen Adler zu finden, der auf einem Kaktus sitzend eine Schlange verschlingt. Dieser Kaktus sollte auf einem Felsen inmitten eines Sees wachsen. Nach zweihundertjähriger Wanderung fanden sie das versprochene Zeichen auf einer kleinen Insel, im morastigen Texcoco. Hier gründeten sie ihre neue Hauptstadt Tenochtitlán, das heutige Mexiko-Stadt. Das aktuelle Wappen wurde 1968 von Francisco Eppens Helguera neu gestaltet und vom Präsidenten Gustavo Díaz Ordaz eingeführt.

#### Verwendung in der Populärkultur
Aus der Faszination für die Klapperschlangen haben sich entsprechend viele weitere Geschichten entwickelt, die bis in die heutige Zeit fortleben und auch Eingang in die moderne Populärkultur haben. So gibt es etliche Filme, bei denen Klapperschlangen eine Rolle spielen, angefangen von Western bis hin zu mehr oder weniger modernen Horror- und Psychothrillern und Endzeitszenarien.
In der Musik wird die Klapperschlange häufig als Symbol für besondere Härte und Kälte angesehen, dadurch ist sie besonders im Hard Rock als Bild präsent, bekannt ist dabei vor allem Slash’s Snakepit sowie die texanische Band Pantera, die für ihr Erfolgsalbum The Great Southern Trendkill eine Klapperschlange als Covermotiv gewählt hat. Auch auf dem Album Metallica (dem so genannten „Schwarzen Album“) der gleichnamigen Band Metallica ist eine Klapperschlange abgebildet, die in ihrer Körperform der Gadsden flag entspricht, bezeichnenderweise gibt es auf dem Album auch den Song Don't tread on me analog der Beschriftung der Flagge.
In dem Film Natural Born Killers ist die Klapperschlange ein Motiv, welches regelmäßig auftaucht und sich, gemeinsam mit anderen Schlangenbildern, durch den gesamten Film zieht. John Carpenters Film Die Klapperschlange trägt nur einen irreführenden deutschen Titel (im englischen Original „Escape from New York“). Da die Hauptperson Snake eine Kobra als Tätowierung hat, bezieht sich der Spitzname wohl auf „Schlange“ im Allgemeinen.
Auch auf den Sport wird die Symbolik der Klapperschlange gern übertragen, prominentes Beispiel dafür sind die Arizona Diamondbacks, ein Baseballteam der US-amerikanischen Major League. Diese benannten sich nach der Western Diamondback, der Texas-Klapperschlange, und tragen selbige auch als Symbol in ihrem Logo auf der Spielerkappe.
Der US-amerikanische Wrestler Steve Austin benutzt als Künstlernamen, unter anderem „The Texas Rattlesnake“.

#### Übertragene Bedeutung
Der Begriff „Klapperschlange“ wurde auch auf andere Begrifflichkeiten übertragen. So listet das Wörterbuch der deutschen Umgangssprache vier verschiedene Anwendungen auf. Die Bezeichnung „giftig wie eine Klapperschlange“ für einen überaus bösartigen Menschen bezieht sich dabei auf das Schlangengift der Tiere und wird seit etwa 1930 im deutschen Sprachraum verwendet. In ähnlicher Übertragung ist auch die mindestens seit dem 18. Jahrhundert gebräuchliche Bezeichnung „Klapperschlange“ für eine unverträgliche Person, im Regelfall eine Frau, zu verstehen. Frank Wedekind schrieb etwa in seinem Drama Frühlings Erwachen (1891) von der spindeldürren Mademoiselle Angélique, dieser Klapperschlange im Paradies meiner Kinderjahre.
Auf das Geräusch der Schwanzrassel bezieht sich die Bezeichnung „Klapperschlange“ für eine äußerst redselige Person, wobei „klappern“ hierbei das beständige Schwatzen beschreibt (gebräuchlich bereits seit etwa 1500). Aufgrund des klappernden Geräuschs der Schreibmaschine war der Begriff Klapperschlange auch seit etwa 1900 gebräuchlich als Bezeichnung für eine Stenotypistin.